# Górniczy Klub Sportowy Bełchatów
O Górniczy Klub Sportowy (Mineiro Clube Esportivo) Bełchatów, abreviado Bełchatów (pronúncia: Bewhatouf) é um clube de futebol polonês da cidade de Bełchatów que disputa a 2ª Divisão.

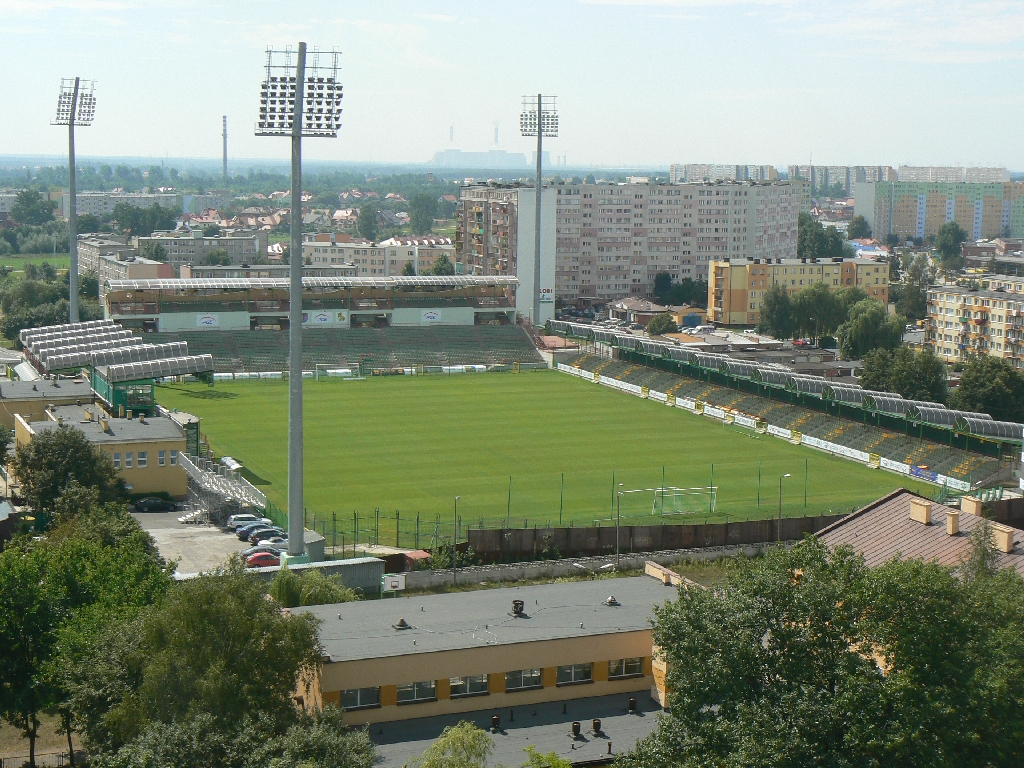
Stadion GKS Bełchatów

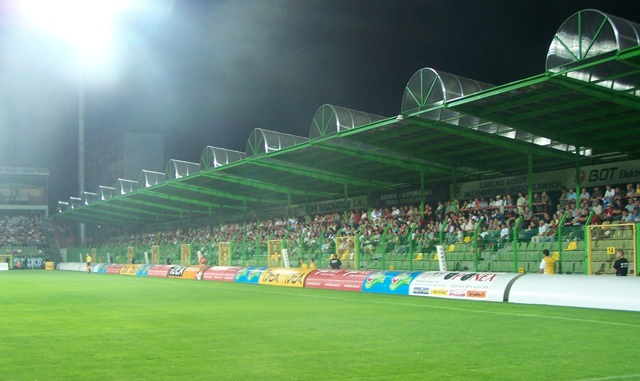
Stadion GKS Bełchatów

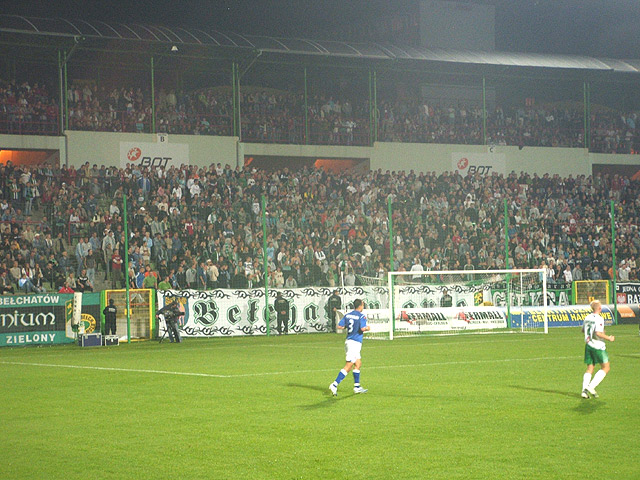
Stadion GKS Bełchatów

## Honras
- Campeonato Polonês (Ekstraklasa)
  - Vice-campeão (4): 1996, 1997, 1999, 2009

- Copa da Polônia (Puchar Polski)
  - Vice-campeão (2): 1996, 1999